# مارشال (آلاسکا)
مارشال (به انگلیسی: Marshall) شهری در ناحیه سرشماری وید همپتون ایالت آلاسکا است که جمعیت آن در سرشماری سال ۲۰۰۰ میلادی ۳۴۹ نفر بوده‌است.